# Formule 1 in 2018

Formule 1 logo

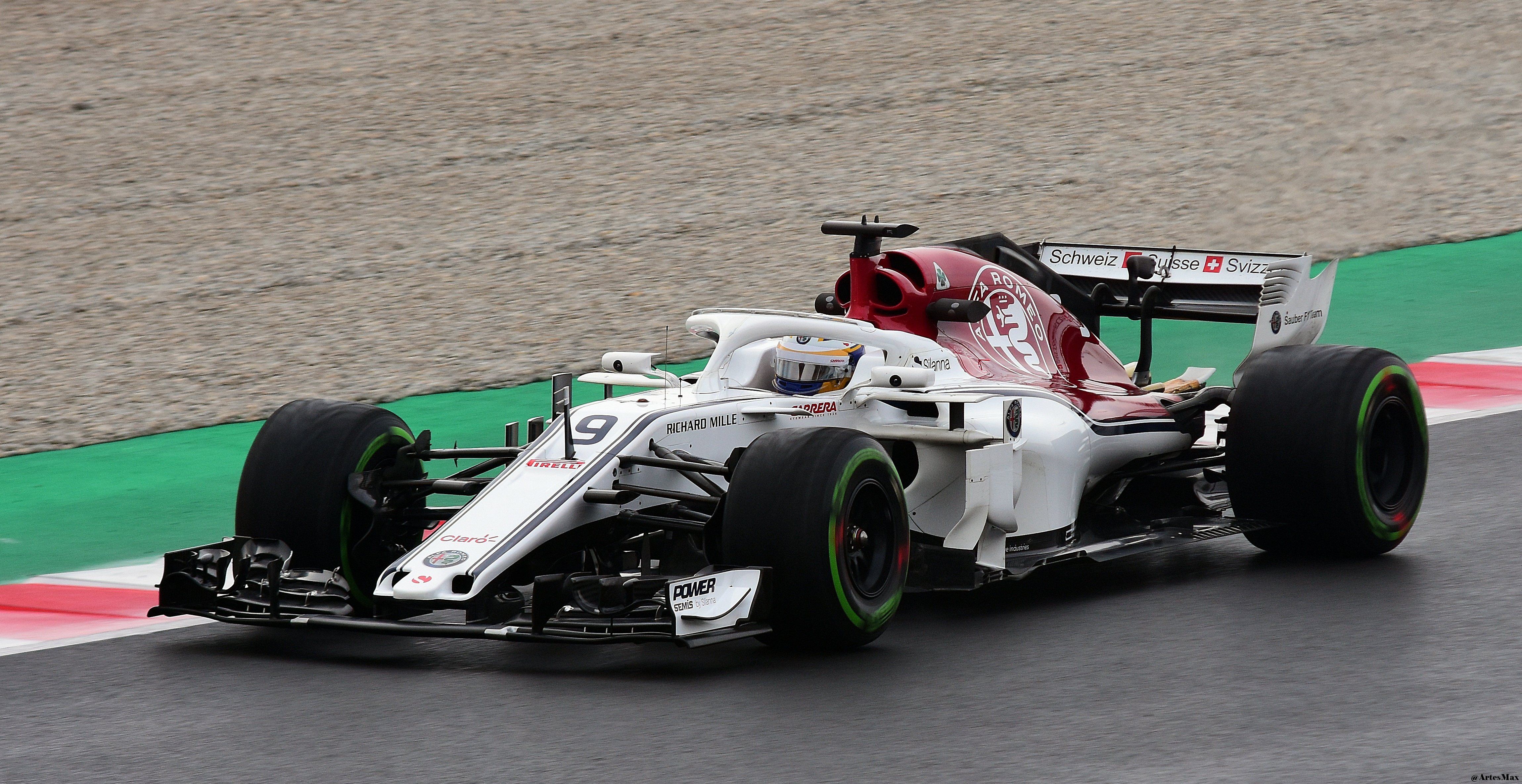
De halo-cockpitprotectie hier op de Sauber C37 van Marcus Ericsson gedurende de pre-seizoenstest op het circuit van Barcelona

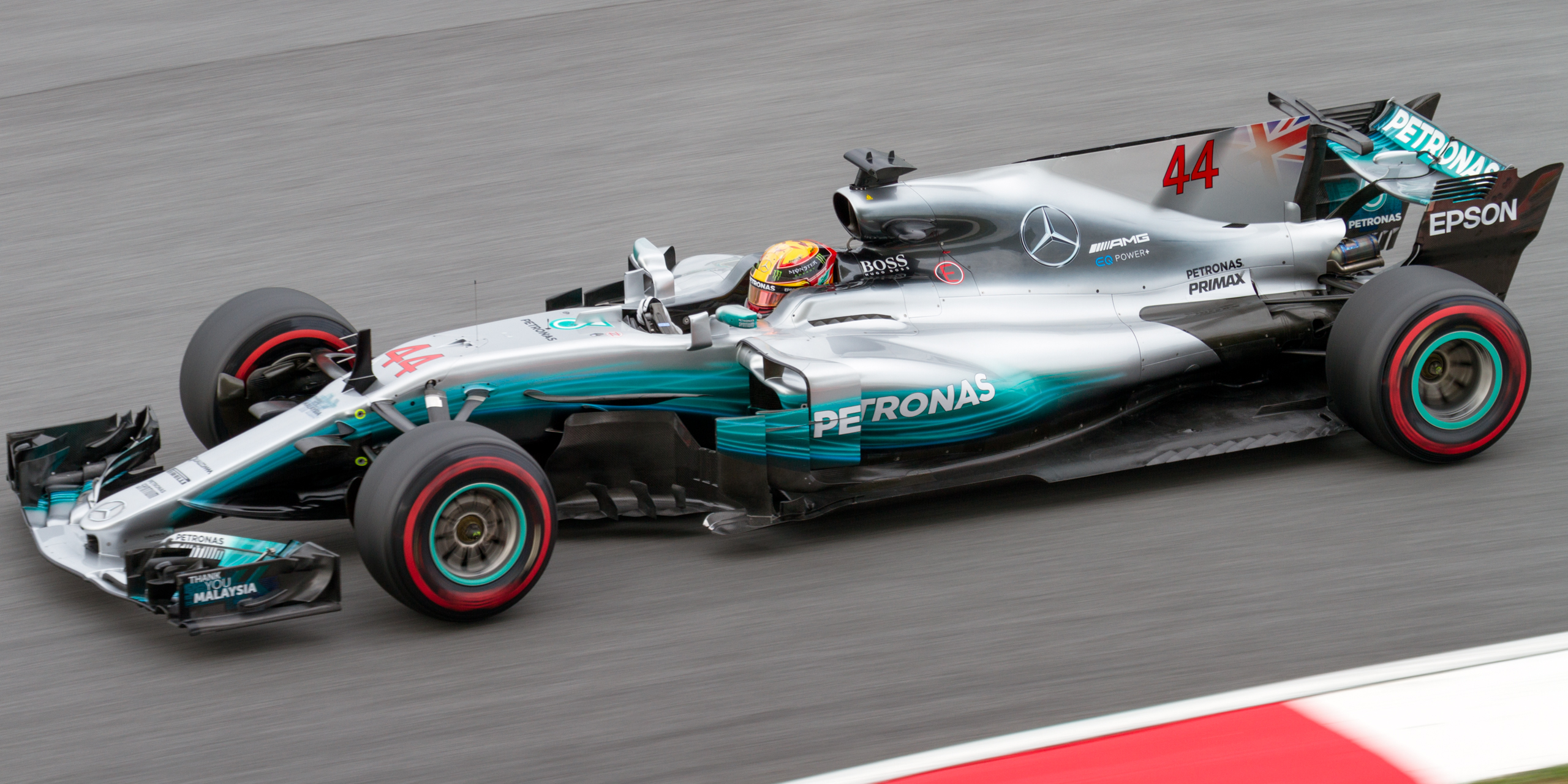
Mercedes is de regerend wereldkampioen bij de constructeurs.

Het Formule 1-seizoen 2018 was het 69ste Formule 1-seizoen. "Formule 1", officieel het "FIA Formula One World Championship", is de hoogste klasse in de autosport zoals is bepaald door de Fédération Internationale de l'Automobile. Het seizoen startte op 25 maart, traditiegetrouw in Australië en eindigde op 25 november in Abu Dhabi na eenentwintig races.
Lewis Hamilton werd opnieuw wereldkampioen bij de coureurs, zijn vijfde wereldkampioenschap, waarmee hij op gelijke hoogte kwam met Juan Manuel Fangio. Zijn team, Mercedes, werd opnieuw wereldkampioen bij de constructeurs. Hamilton wist twee races voor het eind van het seizoen tijdens de Grand Prix van Mexico met succes zijn wereldtitel te prolongeren. Tijdens de volgende race, de Grand Prix Formule 1 van Brazilië 2018, werd Mercedes kampioen bij de constructeurs.

## Algemeen

### Halo
2018 is het eerste seizoen waarbij de halo verplicht is aangebracht op de auto's. De halo geeft de rijder een betere bescherming bij ongevallen en bij contact met losgeraakte onderdelen van een andere auto.

### Banden
Pirelli is, net als in 2017, de enige bandenleverancier in het seizoen 2018.
In 2018 komen er twee nieuwe droogweerbanden bij. Totaal is er dus keuze uit 7 banden:
- De Hypersoft, te herkennen aan de roze streep, is de band met de zachtste samenstelling
- De Ultrasoft met paarse streep
- De Supersoft met rode streep
- De Soft met gele streep
- De Medium met witte streep
- De Hard met blauwe streep
- De Superhard met oranje streep met de hardste compound van alle banden. Deze compound is een back-up en Pirelli is niet van plan deze compound te gebruiken, tenzij de banden veel zachter zijn dan verwacht[5]

Naast de droogweerbanden blijven de twee regenbanden bestaan:
- De Intermediate met groene streep, te gebruiken bij een natte baan. De band heeft een licht profiel
- De Wet met lichtblauwe streep, te gebruiken bij constante regenbuien. De band heeft een grover profiel

## Kalender

Landen die in 2018 een Grand Prix organiseerden zijn getoond in het groen, voormalige organiserende landen zijn getoond in het donkergrijs.

De voorlopige kalender werd op 19 juni 2017 bekendgemaakt en telt 21 races, één meer dan in 2017.
| GP nr. | Ronde | Grand Prix                 | Circuit                            | Plaats            | Datum        |
| ------ | ----- | -------------------------- | ---------------------------------- | ----------------- | ------------ |
| 977    | 1     | GP van Australië           | Albert Park                        | Melbourne         | 25 maart     |
| 978    | 2     | GP van Bahrein             | Bahrain International Circuit      | Sakhir            | 8 april      |
| 979    | 3     | GP van China               | Shanghai International Circuit     | Jiading           | 15 april     |
| 980    | 4     | GP van Azerbeidzjan        | Baku City Circuit                  | Bakoe             | 29 april     |
| 981    | 5     | GP van Spanje              | Circuit de Barcelona-Catalunya     | Montmeló          | 13 mei       |
| 982    | 6     | GP van Monaco              | Circuit de Monaco                  | Monte Carlo       | 27 mei       |
| 983    | 7     | GP van Canada              | Circuit Gilles Villeneuve          | Montreal (Quebec) | 10 juni      |
| 984    | 8     | GP van Frankrijk           | Circuit Paul Ricard                | Le Castellet      | 24 juni      |
| 985    | 9     | GP van Oostenrijk          | Red Bull Ring                      | Spielberg         | 1 juli       |
| 986    | 10    | GP van Groot-Brittannië    | Silverstone Circuit                | Silverstone       | 8 juli       |
| 987    | 11    | GP van Duitsland           | Hockenheimring                     | Hockenheim        | 22 juli      |
| 988    | 12    | GP van Hongarije           | Hungaroring                        | Mogyoród          | 29 juli      |
| 989    | 13    | GP van België              | Circuit Spa-Francorchamps          | Stavelot          | 26 augustus  |
| 990    | 14    | GP van Italië              | Autodromo Nazionale Monza          | Monza             | 2 september  |
| 991    | 15    | GP van Singapore           | Marina Bay Street Circuit          | Singapore         | 16 september |
| 992    | 16    | GP van Rusland             | Sochi Autodrom                     | Sotsji            | 30 september |
| 993    | 17    | GP van Japan               | Suzuka International Racing Course | Suzuka            | 7 oktober    |
| 994    | 18    | GP van de Verenigde Staten | Circuit of the Americas            | Austin (Texas)    | 21 oktober   |
| 995    | 19    | GP van Mexico              | Autódromo Hermanos Rodríguez       | Mexico-Stad       | 28 oktober   |
| 996    | 20    | GP van Brazilië            | Autódromo José Carlos Pace         | São Paulo         | 11 november  |
| 997    | 21    | GP van Abu Dhabi           | Yas Marina Circuit                 | Yas               | 25 november  |

### Kalenderwijzigingen in 2018
- De Grand Prix van Azerbeidzjan werd verplaatst van juni naar april
- De Grand Prix van Rusland werd verplaatst van april naar september.
- De Grand Prix van Bahrein en de Grand Prix van China werden van plaats gewisseld op de kalender.
- De Grand Prix van Duitsland en de Grand Prix van Frankrijk keerden terug op de kalender na respectievelijk één en tien jaar afwezigheid.
- De Grand Prix van Maleisië verdween na negentien jaar van de Formule 1-kalender.

## Ingeschreven teams en coureurs
De volgende teams en coureurs namen deel aan het 'FIA Wereldkampioenschap F1' 2018. Alle teams reden met banden geleverd door Pirelli.
| Inschrijving                     | Constructeur         | Chassis          | Motor                  | Nr. | Coureur           | Ronde | Nr. | Coureur vrije training | Ronde             |
| -------------------------------- | -------------------- | ---------------- | ---------------------- | --- | ----------------- | ----- | --- | ---------------------- | ----------------- |
| Scuderia Ferrari                 | Ferrari              | SF71H            | Ferrari 062 EVO        | 5   | Sebastian Vettel  | Alle  |     |                        |                   |
| Scuderia Ferrari                 | Ferrari              | SF71H            | Ferrari 062 EVO        | 7   | Kimi Räikkönen    | Alle  |     |                        |                   |
| Sahara Force India F1 Team       | Force India-Mercedes | VJM11            | Mercedes M09 EQ Power+ | 11  | Sergio Pérez      | 1–12  | 34  | Nicholas Latifi        | 7, 11             |
| Sahara Force India F1 Team       | Force India-Mercedes | VJM11            | Mercedes M09 EQ Power+ | 31  | Esteban Ocon      | 1–12  | 34  | Nicholas Latifi        | 7, 11             |
| Racing Point Force India F1 Team | Force India-Mercedes | VJM11            | Mercedes M09 EQ Power+ | 11  | Sergio Pérez      | 13–21 | 34  | Nicholas Latifi        | 16, 19, 20        |
| Racing Point Force India F1 Team | Force India-Mercedes | VJM11            | Mercedes M09 EQ Power+ | 31  | Esteban Ocon      | 13–21 | 34  | Nicholas Latifi        | 16, 19, 20        |
| Haas F1 Team                     | Haas-Ferrari         | VF-18            | Ferrari 062 EVO        | 8   | Romain Grosjean   | Alle  |     |                        |                   |
| Haas F1 Team                     | Haas-Ferrari         | VF-18            | Ferrari 062 EVO        | 20  | Kevin Magnussen   | Alle  |     |                        |                   |
| McLaren F1 Team                  | McLaren-Renault      | MCL33            | Renault R.E. 18        | 2   | Stoffel Vandoorne | Alle  | 47  | Lando Norris           | 13, 14, 16–20     |
| McLaren F1 Team                  | McLaren-Renault      | MCL33            | Renault R.E. 18        | 14  | Fernando Alonso   | Alle  | 47  | Lando Norris           | 13, 14, 16–20     |
| Mercedes AMG Petronas Motorsport | Mercedes             | F1 W09 EQ Power+ | Mercedes M09 EQ Power+ | 44  | Lewis Hamilton    | Alle  |     |                        |                   |
| Mercedes AMG Petronas Motorsport | Mercedes             | F1 W09 EQ Power+ | Mercedes M09 EQ Power+ | 77  | Valtteri Bottas   | Alle  |     |                        |                   |
| Aston Martin Red Bull Racing     | Red Bull-TAG Heuer   | RB14             | TAG Heuer F1-2018      | 3   | Daniel Ricciardo  | Alle  |     |                        |                   |
| Aston Martin Red Bull Racing     | Red Bull-TAG Heuer   | RB14             | TAG Heuer F1-2018      | 33  | Max Verstappen    | Alle  |     |                        |                   |
| Renault Sport Formula One Team   | Renault              | R.S.18           | Renault R.E. 18        | 27  | Nico Hülkenberg   | Alle  | 46  | Artjom Markelov        | 16                |
| Renault Sport Formula One Team   | Renault              | R.S.18           | Renault R.E. 18        | 55  | Carlos Sainz jr.  | Alle  | 46  | Artjom Markelov        | 16                |
| Alfa Romeo Sauber F1 Team        | Sauber-Ferrari       | C37              | Ferrari 062 EVO        | 9   | Marcus Ericsson   | Alle  | 36  | Antonio Giovinazzi     | 11, 12, 16, 19–21 |
| Alfa Romeo Sauber F1 Team        | Sauber-Ferrari       | C37              | Ferrari 062 EVO        | 16  | Charles Leclerc   | Alle  | 36  | Antonio Giovinazzi     | 11, 12, 16, 19–21 |
| Red Bull Toro Rosso Honda        | Toro Rosso-Honda     | STR13            | Honda RA618H           | 10  | Pierre Gasly      | Alle  | 38  | Sean Gelael            | 18                |
| Red Bull Toro Rosso Honda        | Toro Rosso-Honda     | STR13            | Honda RA618H           | 28  | Brendon Hartley   | Alle  | 38  | Sean Gelael            | 18                |
| Williams Martini Racing          | Williams-Mercedes    | FW41             | Mercedes M09 EQ Power+ | 18  | Lance Stroll      | Alle  | 40  | Robert Kubica          | 5, 9, 22          |
| Williams Martini Racing          | Williams-Mercedes    | FW41             | Mercedes M09 EQ Power+ | 35  | Sergej Sirotkin   | Alle  | 40  | Robert Kubica          | 5, 9, 22          |

### Veranderingen bij de teams in 2018
- Op 30 april 2017 kondigde Sauber aan dat het na acht seizoenen haar relatie met motorleverancier Ferrari ging beëindigen en in 2018 over zou stappen naar Honda-motoren[31]. Eind juli werd echter bekend dat de geplande samenwerking met Honda niet doorgaat.[32] Direct hierop werd bekend dat er in 2018 gereden zou gaan worden met nieuwe Ferrari-motoren.[33]
- Op 15 september 2017 werd bekend dat McLaren na drie seizoenen met Honda-motoren in 2018 over zou stappen naar Renault-motoren.[14] Tegelijk werd aangekondigd dat Toro Rosso vanaf 2018 rijdt met Honda-motoren in plaats van Renault-motoren.[27]
- Op 25 september 2017 werd bekend dat Aston Martin vanaf 2018 titelsponsor zou worden van Red Bull Racing.[20]
- Op 29 november 2017 werd bekend dat Alfa Romeo vanaf 2018 titelsponsor zou worden van Sauber.[25]

#### Tijdens het seizoen
- Na afloop van de GP van Hongarije werd het team van Force India onder curatele gesteld. Een week later werd het team verkocht aan een consortium van zakenlieden onder leiding van Lawrence Stroll. Het team reed vanaf de GP van België onder de naam "Racing Point Force India" en verloor alle punten in het constructeurskampioenschap, waarbij nieuwe punten wel mee zouden gaan tellen.[11]

### Veranderingen bij de coureurs in 2018

#### Van team / functie veranderd
- Daniil Kvjat: Toro Rosso → Scuderia Ferrari (ontwikkelingsrijder)[34]

#### Nieuw in de Formule 1
- Charles Leclerc: Formule 2 (Prema Racing) → Sauber-Ferrari[26]
- Sergej Sirotkin: Formule 2 (ART Grand Prix) → Williams-Mercedes[30]

#### Uit de Formule 1
- Felipe Massa: Williams-Mercedes → Formule E (Venturi Grand Prix)[35]
- Jolyon Palmer: Renault → analist bij BBC Radio 5[36]
- Pascal Wehrlein: Sauber-Ferrari → DTM (Mercedes)[37]

## Resultaten en klassement

### Grands Prix
| Ronde | Grand Prix                 | Poleposition     | Snelste ronde    | Winnende coureur | Winnende constructeur | Verslag | WK-leider | Tweede | Voorsprong |
| ----- | -------------------------- | ---------------- | ---------------- | ---------------- | --------------------- | ------- | --------- | ------ | ---------- |
| 1     | GP van Australië           | Lewis Hamilton   | Daniel Ricciardo | Sebastian Vettel | Ferrari               | Verslag | VET       | HAM    | 7          |
| 2     | GP van Bahrein             | Sebastian Vettel | Valtteri Bottas  | Sebastian Vettel | Ferrari               | Verslag | VET       | HAM    | 17         |
| 3     | GP van China               | Sebastian Vettel | Daniel Ricciardo | Daniel Ricciardo | Red Bull-TAG Heuer    | Verslag | VET       | HAM    | 9          |
| 4     | GP van Azerbeidzjan        | Sebastian Vettel | Valtteri Bottas  | Lewis Hamilton   | Mercedes              | Verslag | HAM       | VET    | 4          |
| 5     | GP van Spanje              | Lewis Hamilton   | Daniel Ricciardo | Lewis Hamilton   | Mercedes              | Verslag | HAM       | VET    | 17         |
| 6     | GP van Monaco              | Daniel Ricciardo | Max Verstappen   | Daniel Ricciardo | Red Bull-TAG Heuer    | Verslag | HAM       | VET    | 14         |
| 7     | GP van Canada              | Sebastian Vettel | Max Verstappen   | Sebastian Vettel | Ferrari               | Verslag | VET       | HAM    | 1          |
| 8     | GP van Frankrijk           | Lewis Hamilton   | Valtteri Bottas  | Lewis Hamilton   | Mercedes              | Verslag | HAM       | VET    | 14         |
| 9     | GP van Oostenrijk          | Valtteri Bottas  | Kimi Räikkönen   | Max Verstappen   | Red Bull-TAG Heuer    | Verslag | VET       | HAM    | 1          |
| 10    | GP van Groot-Brittannië    | Lewis Hamilton   | Sebastian Vettel | Sebastian Vettel | Ferrari               | Verslag | VET       | HAM    | 8          |
| 11    | GP van Duitsland           | Sebastian Vettel | Lewis Hamilton   | Lewis Hamilton   | Mercedes              | Verslag | HAM       | VET    | 17         |
| 12    | GP van Hongarije           | Lewis Hamilton   | Daniel Ricciardo | Lewis Hamilton   | Mercedes              | Verslag | HAM       | VET    | 24         |
| 13    | GP van België              | Lewis Hamilton   | Valtteri Bottas  | Sebastian Vettel | Ferrari               | Verslag | HAM       | VET    | 17         |
| 14    | GP van Italië              | Kimi Räikkönen   | Lewis Hamilton   | Lewis Hamilton   | Mercedes              | Verslag | HAM       | VET    | 30         |
| 15    | GP van Singapore           | Lewis Hamilton   | Kevin Magnussen  | Lewis Hamilton   | Mercedes              | Verslag | HAM       | VET    | 40         |
| 16    | GP van Rusland             | Valtteri Bottas  | Valtteri Bottas  | Lewis Hamilton   | Mercedes              | Verslag | HAM       | VET    | 50         |
| 17    | GP van Japan               | Lewis Hamilton   | Sebastian Vettel | Lewis Hamilton   | Mercedes              | Verslag | HAM       | VET    | 67         |
| 18    | GP van de Verenigde Staten | Lewis Hamilton   | Lewis Hamilton   | Kimi Räikkönen   | Ferrari               | Verslag | HAM       | VET    | 70         |
| 19    | GP van Mexico              | Daniel Ricciardo | Valtteri Bottas  | Max Verstappen   | Red Bull-TAG Heuer    | Verslag | HAM       | VET    | 64         |
| 20    | GP van Brazilië            | Lewis Hamilton   | Valtteri Bottas  | Lewis Hamilton   | Mercedes              | Verslag | HAM       | VET    | 81         |
| 21    | GP van Abu Dhabi           | Lewis Hamilton   | Sebastian Vettel | Lewis Hamilton   | Mercedes              | Verslag | HAM       | VET    | 88         |

### Puntentelling
Punten werden toegekend aan de top tien geklasseerde coureurs.
| Positie | 01e0 | 02e0 | 03e0 | 04e0 | 05e0 | 06e0 | 07e0 | 08e0 | 09e0 | 010e0 |
| Punten  | 25   | 18   | 15   | 12   | 10   | 8    | 6    | 4    | 2    | 1     |

### Klassement bij de coureurs
| Pos. | Nr. | Coureur           | Grands Prix | Grands Prix | Grands Prix | Grands Prix | Grands Prix | Grands Prix | Grands Prix | Grands Prix | Grands Prix | Grands Prix | Grands Prix | Grands Prix | Grands Prix | Grands Prix | Grands Prix | Grands Prix | Grands Prix | Grands Prix | Grands Prix | Grands Prix | Grands Prix | Punten |
| Pos. | Nr. | Coureur           | AUS         | BHR         | CHN         | AZE         | SPA         | MON         | CAN         | FRA         | OOS         | GBR         | DUI         | HON         | BEL         | ITA         | SIN         | RUS         | JPN         | VST         | MEX         | BRA         | ABU         | Punten |
| ---- | --- | ----------------- | ----------- | ----------- | ----------- | ----------- | ----------- | ----------- | ----------- | ----------- | ----------- | ----------- | ----------- | ----------- | ----------- | ----------- | ----------- | ----------- | ----------- | ----------- | ----------- | ----------- | ----------- | ------ |
| 1    | 44  | Lewis Hamilton    | 2P          | 3           | 4           | 1           | 1P          | 3           | 5           | 1P          | DNF         | 2P          | 1S          | 1P          | 2P          | 1S          | 1P          | 1           | 1P          | 3PS         | 4           | 1P          | 1P          | 408    |
| 2    | 5   | Sebastian Vettel  | 1           | 1P          | 8P          | 4P          | 4           | 2           | 1P          | 5           | 3           | 1S          | DNFP        | 2           | 1           | 4           | 3           | 3           | 6S          | 4           | 2           | 6           | 2S          | 320    |
| 3    | 7   | Kimi Räikkönen    | 3           | DNF         | 3           | 2           | DNF         | 4           | 6           | 3           | 2S          | 3           | 3           | 3           | DNF         | 2P          | 5           | 4           | 5           | 1           | 3           | 3           | DNF         | 251    |
| 4    | 33  | Max Verstappen    | 6           | DNF         | 5           | DNF         | 3           | 9S          | 3S          | 2           | 1           | 15†         | 4           | DNF         | 3           | 5           | 2           | 5           | 3           | 2           | 1           | 2           | 3           | 249    |
| 5    | 77  | Valtteri Bottas   | 8           | 2S          | 2           | 14S†        | 2           | 5           | 2           | 7S          | DNFP        | 4           | 2           | 5           | 4P          | 3           | 4           | 2PS         | 2           | 5           | 5S          | 5S          | 5           | 247    |
| 6    | 3   | Daniel Ricciardo  | 4S          | DNF         | 1S          | DNF         | 5S          | 1P          | 4           | 4           | DNF         | 5           | DNF         | 4S          | DNF         | DNF         | 6           | 6           | 4           | DNF         | DNFP        | 4           | 4           | 170    |
| 7    | 27  | Nico Hülkenberg   | 7           | 6           | 6           | DNF         | DNF         | 8           | 7           | 9           | DNF         | 6           | 5           | 12          | DNF         | 13          | 10          | 12          | DNF         | 6           | 6           | DNF         | DNF         | 69     |
| 8    | 11  | Sergio Pérez      | 11          | 16          | 12          | 3           | 9           | 12          | 14          | DNF         | 7           | 10          | 7           | 14          | 5           | 7           | 16          | 10          | 7           | 8           | DNF         | 10          | 8           | 62     |
| 9    | 20  | Kevin Magnussen   | DNF         | 5           | 10          | 13          | 6           | 13          | 13          | 6           | 5           | 9           | 11          | 7           | 8           | 16          | 18S         | 8           | DNF         | DSQ         | 15          | 9           | 10          | 56     |
| 10   | 55  | Carlos Sainz jr.  | 10          | 11          | 9           | 5           | 7           | 10          | 8           | 8           | 12          | DNF         | 12          | 9           | 11          | 8           | 8           | 17          | 10          | 7           | DNF         | 12          | 6           | 53     |
| 11   | 14  | Fernando Alonso   | 5           | 7           | 7           | 7           | 8           | DNF         | DNF         | 16†         | 8           | 8           | 16†         | 8           | DNF         | DNF         | 7           | 14          | 14          | DNF         | DNF         | 17          | 11          | 50     |
| 12   | 31  | Esteban Ocon      | 12          | 10          | 11          | DNF         | DNF         | 6           | 9           | DNF         | 6           | 7           | 8           | 13          | 6           | 6           | DNF         | 9           | 9           | DSQ         | 11          | 14          | DNF         | 49     |
| 13   | 16  | Charles Leclerc   | 13          | 12          | 19          | 6           | 10          | 18†         | 10          | 10          | 9           | DNF         | 15          | DNF         | DNF         | 11          | 9           | 7           | DNF         | DNF         | 7           | 7           | 7           | 39     |
| 14   | 8   | Romain Grosjean   | DNF         | 13          | 17          | DNF         | DNF         | 15          | 12          | 11          | 4           | DNF         | 6           | 10          | 7           | DSQ         | 15          | 11          | 8           | DNF         | 16          | 8           | 9           | 37     |
| 15   | 10  | Pierre Gasly      | DNF         | 4           | 18          | 12          | DNF         | 7           | 11          | DNF         | 11          | 13          | 14          | 6           | 9           | 14          | 13          | DNF         | 11          | 12          | 10          | 13          | DNF         | 29     |
| 16   | 2   | Stoffel Vandoorne | 9           | 8           | 13          | 9           | DNF         | 14          | 16          | 12          | 15†         | 11          | 13          | DNF         | 15          | 12          | 12          | 16          | 15          | 11          | 8           | 15          | 14          | 12     |
| 17   | 9   | Marcus Ericsson   | DNF         | 9           | 16          | 11          | 13          | 11          | 15          | 13          | 10          | DNF         | 9           | 15          | 10          | 15          | 11          | 13          | 12          | 10          | 9           | DNF         | DNF         | 9      |
| 18   | 18  | Lance Stroll      | 14          | 14          | 14          | 8           | 11          | 17          | DNF         | 17†         | 14          | 12          | DNF         | 17          | 13          | 9           | 14          | 15          | 17          | 14          | 12          | 18          | 13          | 6      |
| 19   | 28  | Brendon Hartley   | 15          | 17          | 20†         | 10          | 12          | 19†         | DNF         | 14          | DNF         | DNF         | 10          | 11          | 14          | DNF         | 17          | DNF         | 13          | 9           | 14          | 11          | 12          | 4      |
| 20   | 35  | Sergej Sirotkin   | DNF         | 15          | 15          | DNF         | 14          | 16          | 17          | 15          | 13          | 14          | DNF         | 16          | 12          | 10          | 19          | 18          | 16          | 13          | 13          | 16          | 15          | 1      |
| Pos. | Nr. | Coureur           | AUS         | BHR         | CHN         | AZE         | SPA         | MON         | CAN         | FRA         | OOS         | GBR         | DUI         | HON         | BEL         | ITA         | SIN         | RUS         | JPN         | VST         | MEX         | BRA         | ABU         | Punten |
| Pos. | Nr. | Coureur           | Grands Prix |             |             |             |             |             |             |             |             |             |             |             |             |             |             |             |             |             |             |             |             | Punten |

| Resultaat                       |
| ------------------------------- |
| Winnaar                         |
| Tweede plaats                   |
| Derde plaats                    |
| Gefinisht (punten behaald)      |
| Gefinisht (geen punten behaald) |
| Niet geklasseerd (NC)           |
| Uitgevallen (DNF)               |
| Niet gekwalificeerd (DNQ)       |
| Gediskwalificeerd (DSQ)         |
| Niet gestart (DNS)              |
| Gewond (INJ)                    |
| Uitgesloten (EX)                |
| Teruggetrokken (WD)             |
| Niet deelgenomen (blanco cel)   |
| P Pole position                 |
| S Snelste ronde                 |

Opmerkingen:

† — Coureur is niet gefinisht in de GP, maar heeft wel 90% van de race-afstand afgelegd, waardoor hij als geklasseerd genoteerd staat.

### Klassement bij de constructeurs
| Pos. | Constructeur         | Nr. | Grands Prix | Grands Prix | Grands Prix | Grands Prix | Grands Prix | Grands Prix | Grands Prix | Grands Prix | Grands Prix | Grands Prix | Grands Prix | Grands Prix | Grands Prix | Grands Prix | Grands Prix | Grands Prix | Grands Prix | Grands Prix | Grands Prix | Grands Prix | Grands Prix | Punten  |
| Pos. | Constructeur         | Nr. | AUS         | BHR         | CHN         | AZE         | SPA         | MON         | CAN         | FRA         | OOS         | GBR         | DUI         | HON         | BEL         | ITA         | SIN         | RUS         | JPN         | VST         | MEX         | BRA         | ABU         | Punten  |
| ---- | -------------------- | --- | ----------- | ----------- | ----------- | ----------- | ----------- | ----------- | ----------- | ----------- | ----------- | ----------- | ----------- | ----------- | ----------- | ----------- | ----------- | ----------- | ----------- | ----------- | ----------- | ----------- | ----------- | ------- |
| 1    | Mercedes             | 44  | 2P          | 3           | 4           | 1           | 1P          | 3           | 5           | 1P          | DNF         | 2P          | 1S          | 1P          | 2P          | 1S          | 1P          | 1           | 1P          | 3PS         | 4           | 1P          | 1P          | 655     |
| 1    | Mercedes             | 77  | 8           | 2S          | 2           | 14S†        | 2           | 5           | 2           | 7S          | DNFP        | 4           | 2           | 5           | 4S          | 3           | 4           | 2PS         | 2           | 5           | 5S          | 5S          | 5           | 655     |
| 2    | Ferrari              | 5   | 1           | 1P          | 8P          | 4P          | 4           | 2           | 1P          | 5           | 3           | 1S          | DNFP        | 2           | 1           | 4           | 3           | 3           | 6S          | 4           | 2           | 6           | 2S          | 571     |
| 2    | Ferrari              | 7   | 3           | DNF         | 3           | 2           | DNF         | 4           | 6           | 3           | 2S          | 3           | 3           | 3           | DNF         | 2P          | 5           | 4           | 5           | 1           | 3           | 3           | DNF         | 571     |
| 3    | Red Bull-TAG Heuer   | 3   | 4S          | DNF         | 1S          | DNF         | 5S          | 1P          | 4           | 4           | DNF         | 5           | DNF         | 4S          | DNF         | DNF         | 6           | 6           | 4           | DNF         | DNFP        | 4           | 4           | 419     |
| 3    | Red Bull-TAG Heuer   | 33  | 6           | DNF         | 5           | DNF         | 3           | 9S          | 3S          | 2           | 1           | 15†         | 4           | DNF         | 3           | 5           | 2           | 5           | 3           | 2           | 1           | 2           | 3           | 419     |
| 4    | Renault              | 27  | 7           | 6           | 6           | DNF         | DNF         | 8           | 7           | 9           | DNF         | 6           | 5           | 12          | DNF         | 13          | 10          | 12          | DNF         | 6           | 6           | DNF         | DNF         | 122     |
| 4    | Renault              | 55  | 10          | 11          | 9           | 5           | 7           | 10          | 8           | 8           | 12          | DNF         | 12          | 9           | 11          | 8           | 8           | 17          | 10          | 7           | DNF         | 12          | 6           | 122     |
| 5    | Haas-Ferrari         | 8   | DNF         | 13          | 17          | DNF         | DNF         | 15          | 12          | 11          | 4           | DNF         | 6           | 10          | 7           | DSQ         | 15          | 11          | 8           | DNF         | 16          | 8           | 9           | 93      |
| 5    | Haas-Ferrari         | 20  | DNF         | 5           | 10          | 13          | 6           | 13          | 14          | 6           | 5           | 9           | 11          | 7           | 8           | 16          | 18          | 8           | DNF         | DSQ         | 15          | 9           | 10          | 93      |
| 6    | McLaren-Renault      | 2   | 9           | 8           | 13          | 9           | DNF         | 14          | 16          | 12          | 15†         | 11          | 13          | DNF         | 15          | 12          | 12          | 16          | 15          | 11          | 8           | 15          | 14          | 62      |
| 6    | McLaren-Renault      | 14  | 5           | 7           | 7           | 7           | 8           | DNF         | DNF         | 16†         | 8           | 8           | 16†         | 8           | DNF         | DNF         | 7           | 14          | 14          | DNF         | DNF         | 17          | 11          | 62      |
| 7    | Force India-Mercedes | 11  |             |             |             |             |             |             |             |             |             |             |             |             | 5           | 7           | 16          | 10          | 7           | 8           | DNF         | 10          | 8           | 52      |
| 7    | Force India-Mercedes | 31  |             |             |             |             |             |             |             |             |             |             |             |             | 6           | 6           | DNF         | 9           | 9           | DSQ         | 11          | 14          | DNF         | 52      |
| 8    | Sauber-Ferrari       | 9   | DNF         | 9           | 16          | 11          | 13          | 11          | 15          | 13          | 10          | DNF         | 9           | 15          | 10          | 15          | 11          | 13          | 12          | 10          | 9           | DNF         | DNF         | 48      |
| 8    | Sauber-Ferrari       | 16  | 13          | 12          | 19          | 6           | 10          | 18†         | 10          | 10          | 9           | DNF         | 15          | DNF         | DNF         | 11          | 9           | 7           | DNF         | DNF         | 7           | 7           | 7           | 48      |
| 9    | Toro Rosso-Honda     | 10  | DNF         | 4           | 18          | 12          | DNF         | 7           | 11          | DNF         | 11          | 13          | 14          | 6           | 9           | 14          | 13          | DNF         | 11          | 12          | 10          | 13          | DNF         | 33      |
| 9    | Toro Rosso-Honda     | 28  | 15          | 17          | 20†         | 10          | 12          | 19†         | DNF         | 14          | DNF         | DNF         | 10          | 11          | 14          | DNF         | 17          | DNF         | 13          | 9           | 14          | 11          | 12          | 33      |
| 10   | Williams-Mercedes    | 18  | 14          | 14          | 14          | 8           | 11          | 17          | DNF         | 17†         | 14          | 12          | DNF         | 17          | 13          | 9           | 14          | 15          | 17          | 14          | 12          | 18          | 13          | 7       |
| 10   | Williams-Mercedes    | 35  | DNF         | 15          | 15          | DNF         | 14          | 16          | 17          | 15          | 13          | 14          | DNF         | 16          | 12          | 10          | 19          | 18          | 16          | 13          | 13          | 16          | 15          | 7       |
| EX‡  | Force India-Mercedes | 11  | 11          | 16          | 12          | 3           | 9           | 12          | 14          | DNF         | 7           | 10          | 7           | 14          |             |             |             |             |             |             |             |             |             | 0 (59)‡ |
| EX‡  | Force India-Mercedes | 31  | 12          | 10          | 11          | DNF         | DNF         | 6           | 9           | DNF         | 6           | 7           | 8           | 13          |             |             |             |             |             |             |             |             |             | 0 (59)‡ |
| Pos. | Constructeur         | Nr. | AUS         | BHR         | CHN         | AZE         | SPA         | MON         | CAN         | FRA         | OOS         | GBR         | DUI         | HON         | BEL         | ITA         | SIN         | RUS         | JPN         | VST         | MEX         | BRA         | ABU         | Punten  |
| Pos. | Constructeur         | Nr. | Grands Prix |             |             |             |             |             |             |             |             |             |             |             |             |             |             |             |             |             |             |             |             | Punten  |

| Resultaat                       |
| ------------------------------- |
| Winnaar                         |
| Tweede plaats                   |
| Derde plaats                    |
| Gefinisht (punten behaald)      |
| Gefinisht (geen punten behaald) |
| Niet geklasseerd (NC)           |
| Uitgevallen (DNF)               |
| Niet gekwalificeerd (DNQ)       |
| Gediskwalificeerd (DSQ)         |
| Niet gestart (DNS)              |
| Gewond (INJ)                    |
| Uitgesloten (EX)                |
| Teruggetrokken (WD)             |
| Niet deelgenomen (blanco cel)   |
| P Pole position                 |
| S Snelste ronde                 |

Opmerkingen:
† — Coureur is niet gefinisht in de GP, maar heeft wel 90% van de race-afstand afgelegd, waardoor hij als geklasseerd genoteerd staat.

‡ — Als gevolg van een overname van het team van Force India en een daarbij behorende naamswijziging is het team alle punten tot de Grand Prix van Hongarije kwijtgeraakt. Vanaf de Grand Prix van België worden alle gescoorde punten toegekend aan een nieuwe inschrijving van het team onder de naam "Racing Point Force India".
1950 · 1951 · 1952 · 1953 · 1954 · 1955 · 1956 · 1957 · 1958 · 1959 · 1960 · 1961 · 1962 · 1963 · 1964 · 1965 · 1966 · 1967 · 1968 · 1969 · 1970 · 1971 · 1972 · 1973 · 1974 · 1975 · 1976 · 1977 · 1978 · 1979 · 1980 · 1981 · 1982 · 1983 · 1984 · 1985 · 1986 · 1987 · 1988 · 1989 · 1990 · 1991 · 1992 · 1993 · 1994 · 1995 · 1996 · 1997 · 1998 · 1999 · 2000 · 2001 · 2002 · 2003 · 2004 · 2005 · 2006 · 2007 · 2008 · 2009 · 2010 · 2011 · 2012 · 2013 · 2014 · 2015 · 2016 · 2017 · 2018 · 2019 · 2020 · 2021 · 2022 · 2023 · 2024 · 2025 · 2026 
 Lijst van Formule 1 Grand Prix-wedstrijden